# Palapaso
Palapaso (portugiesisch Palapaço) ist ein Stadtteil der osttimoresischen Landeshauptstadt Dili.

## Geographie
Palapso liegt im Nordosten des Sucos Motael, an der Bucht von Dili. Südlich der Rua de Santo Antônio und Rua Karketu Mota’ain befindet sich der Stadtteil Farol, westlich Aitarak und südwestlich Bebora. Manchmal werden Aitarak und Palapaso zu Farol gerechnet. Entlang der Küste führt die Avenida de Motael. Die Rua de Palapaço liegt weiter westlich an der Grenze des Sucos Motael zu Kampung Alor.

## Geschichte

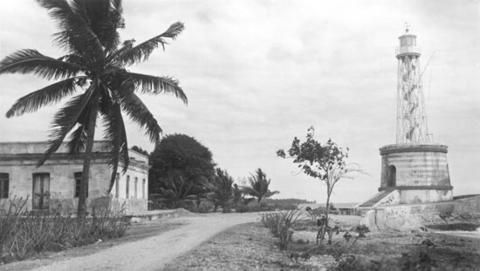
Der Leuchtturm in den 1930er-Jahren

Osttimor war von 1975 bis 1999 von Indonesien besetzt. Am 27. Oktober 1991 wurde der Osttimorese Sebastião Gomes von indonesischen Sicherheitskräften angeschossen und verblutete in der Kirche Santo António de Motael. Bei seinem Begräbnis kam es zu einer Demonstration für die Unabhängigkeit Osttimors. Folge war ein Massaker an den Demonstranten durch indonesische Sicherheitskräften, das sogenannte Santa-Cruz-Massaker.
2006 wurde bei der Kirche von Motael ein Lager aufgebaut, um Flüchtlingen nach den Unruhen in Osttimor 2006 eine Unterkunft zu bieten.

## Sehenswürdigkeiten und Einrichtungen

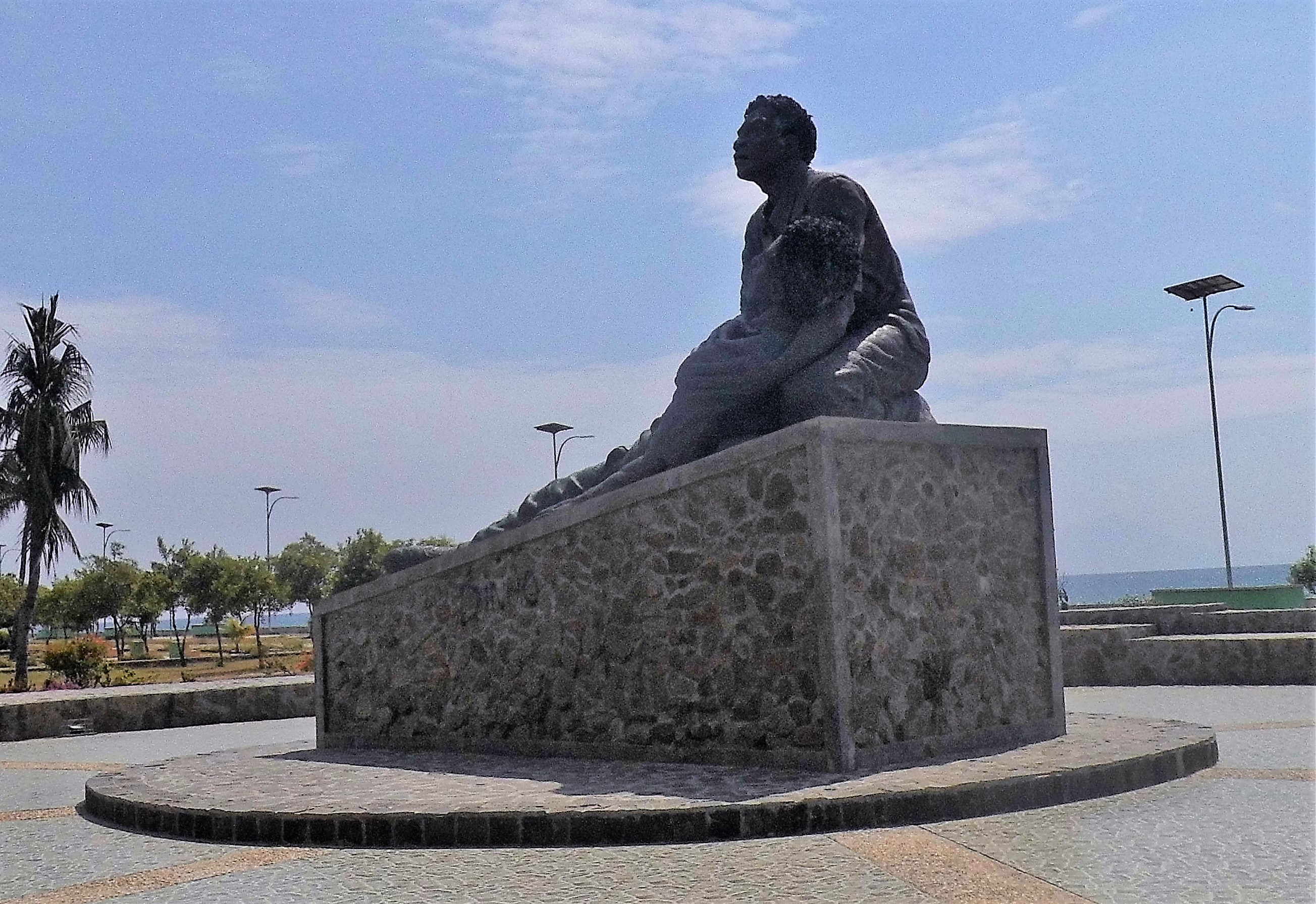
Santa Cruz Memorial

Santo António de Motael, am Südrand von Palapso, war zwischen dem Ende des Zweiten Weltkrieges und der Fertigstellung des Neubaus 1988 die Kathedrale von Dili. An das Santa-Cruz-Massaker erinnert im davor liegenden Jardim Motael das Denkmal für das Santa-Cruz-Massaker (auch Estátua da Juventude).
Am Nordufer von Palapso steht der Leuchtturm von Motael; Nicht in Farol (portugiesisch Leuchtturm), wie man es vom Namen her erwarten könnte. Gegenüber befindet sich in einer 2003 mit koreanischer Hilfe renovierten Kolonialvilla das Ministerium für Tourismus und östlich die thailändische Botschaft. Südlich des Tourismusministeriums liegt an der Rua dos Direitos Humanos der Jardim Borja da Costa.

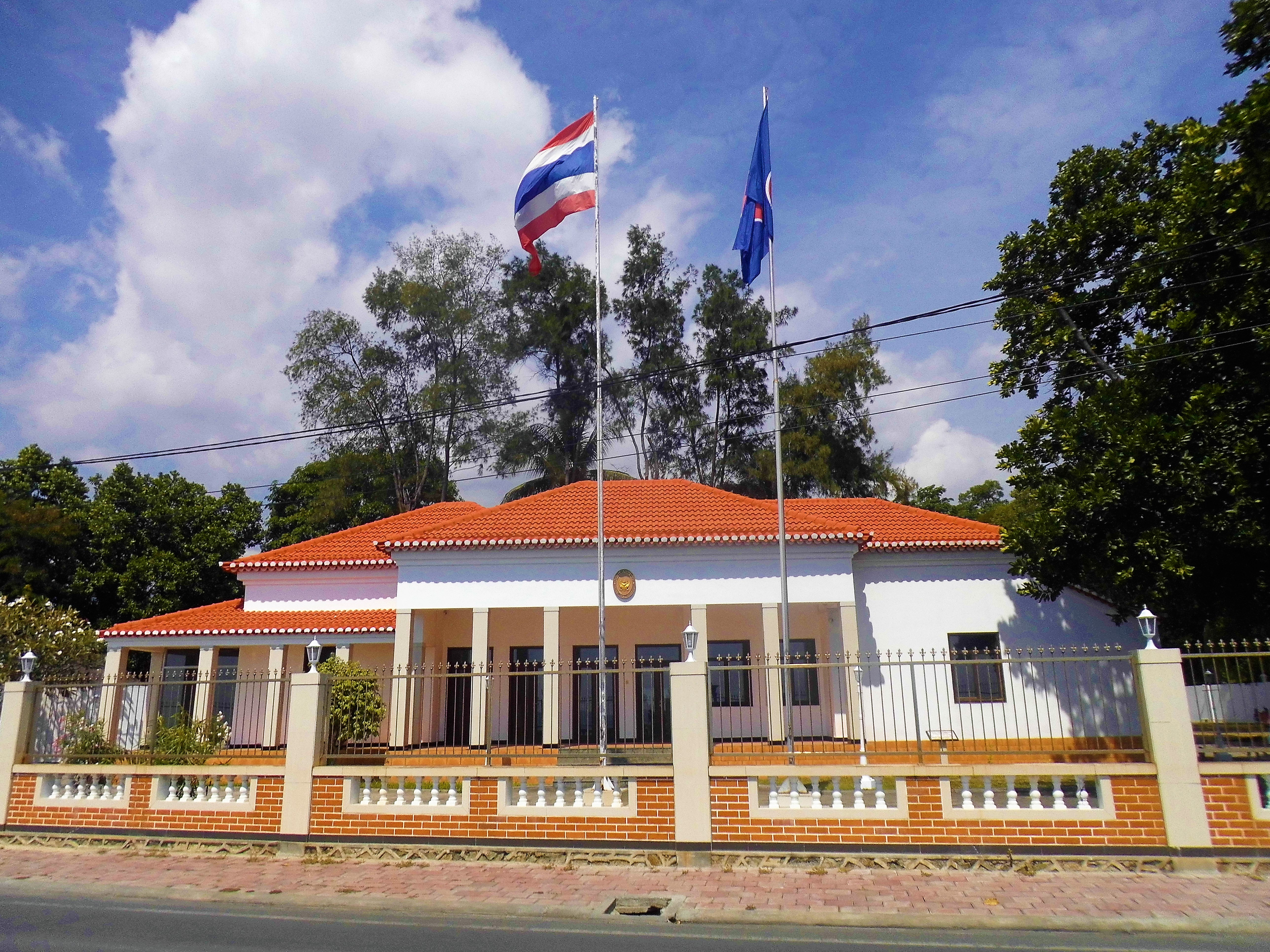
Botschaft Thailands
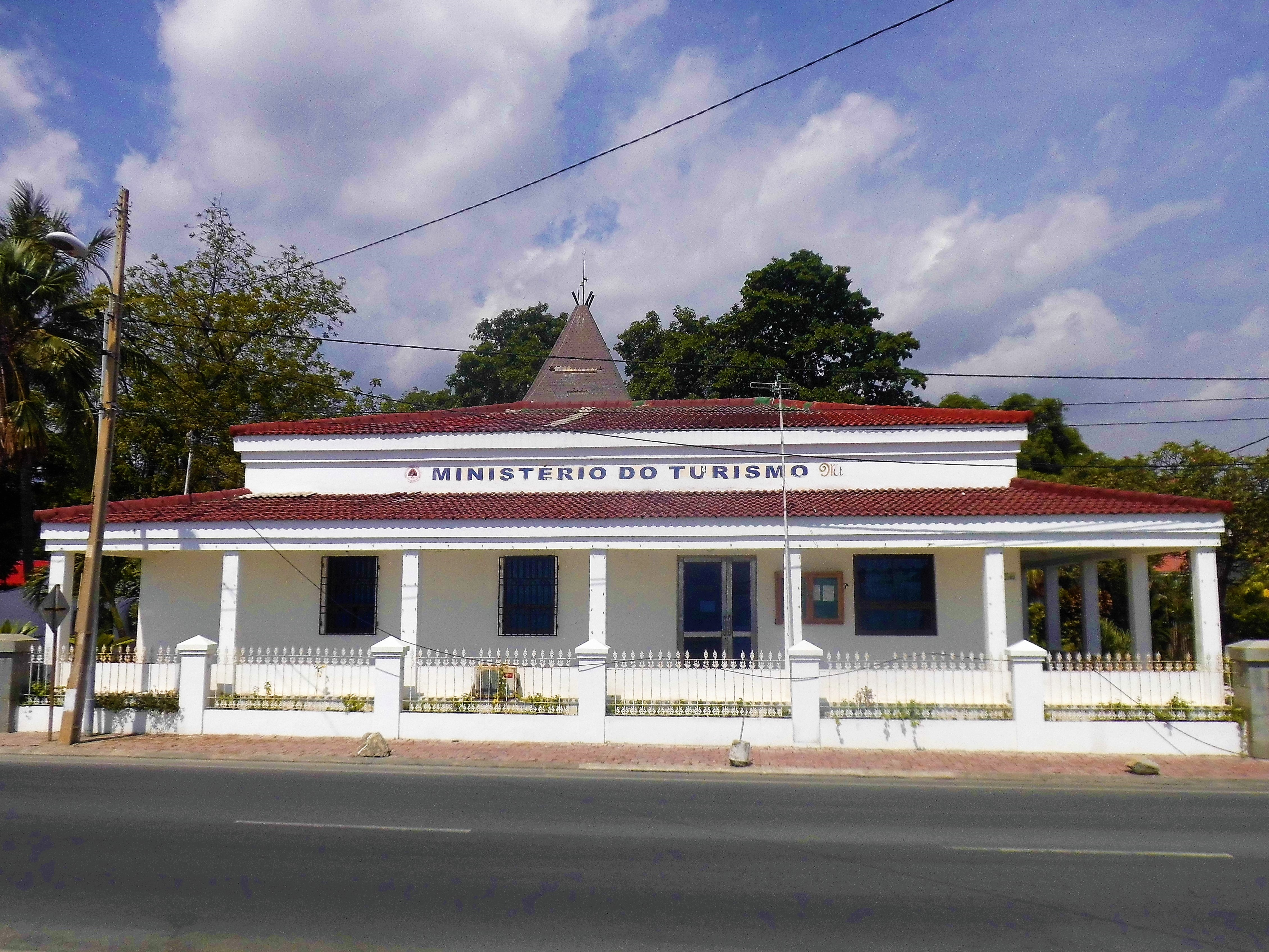
Tourismusministerium
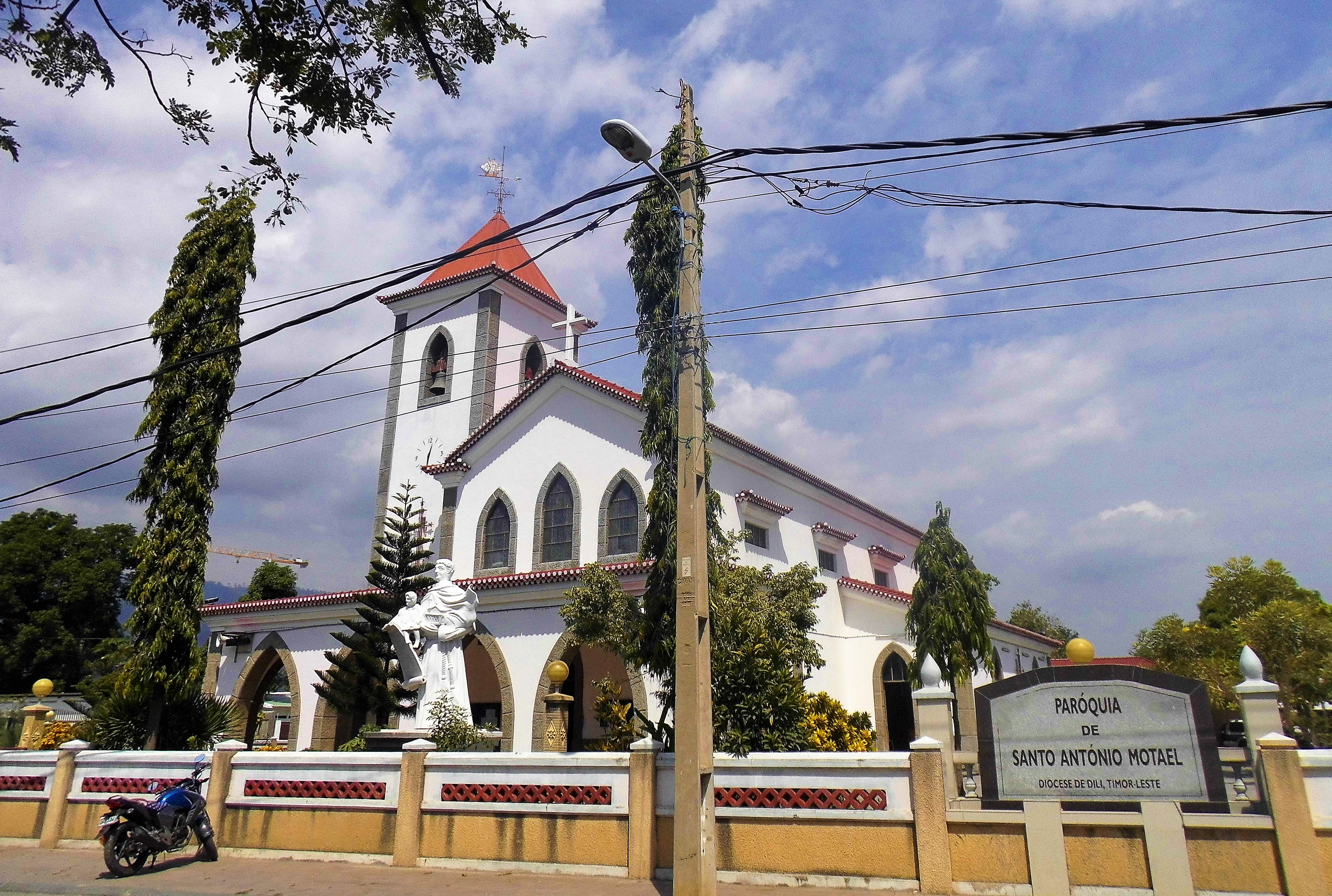
Santo-António-Kirche in Motael
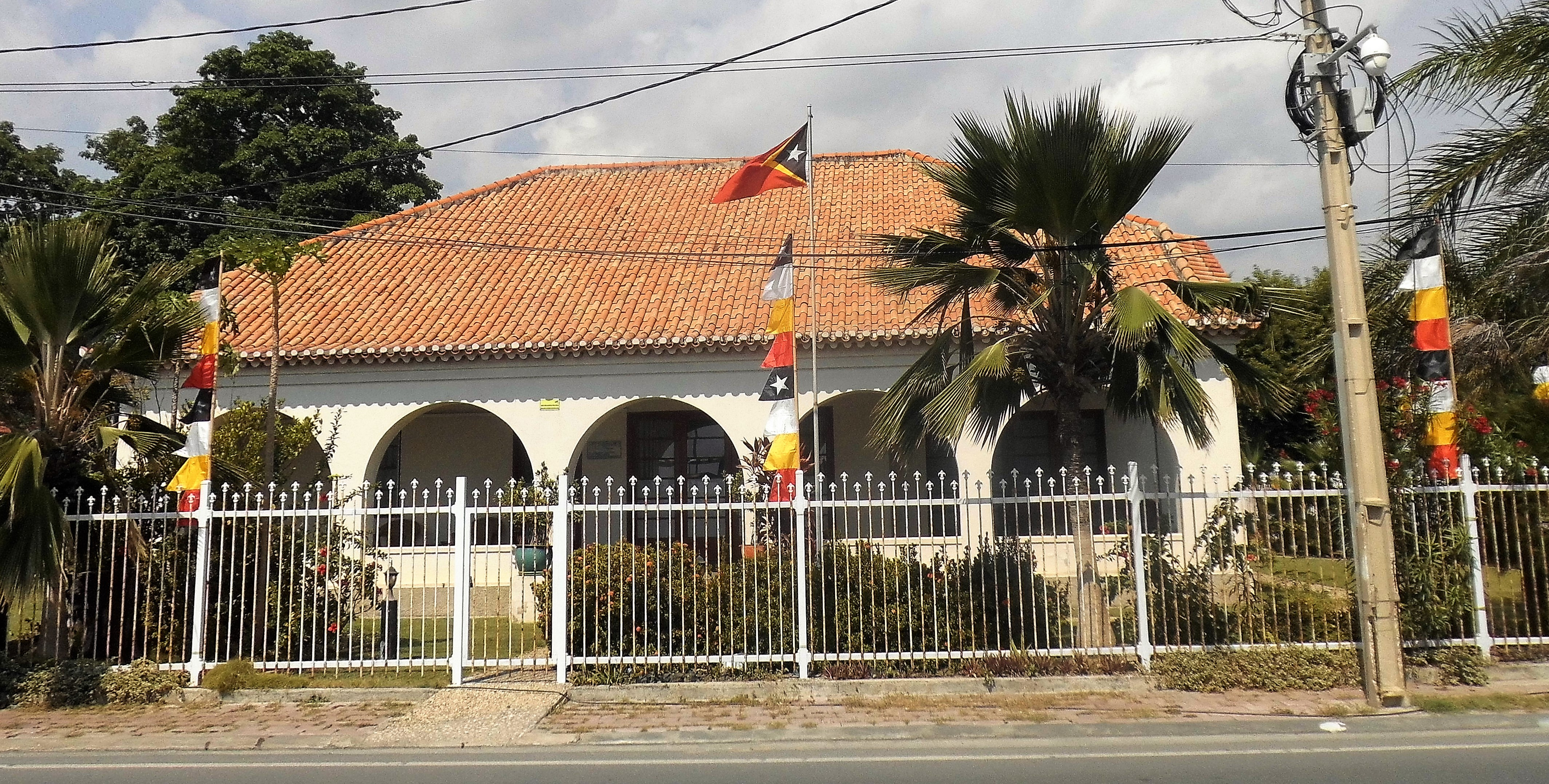
Ehemalige Direção de Minerais der Autoridade Nacional do Petróleo e Minerais ANPM